# Piotr Garstecki
Piotr Garstecki (ur. w 1975 r.) – polski profesor nauk chemicznych, specjalista w dziedzinie chemii fizycznej. Laureat nagrody specjalnej za ekspansję międzynarodową w konkursie EY Przedsiębiorca Roku 2023. Współautor ponad 150 publikacji naukowych, między innymi w Nature, Nature Communications, Angewandte Chemie i Nature Physics. Członek rady Fundacji na rzecz Nauki Polskiej.

## Biografia
W 1998 r. ukończył studia w Szkole Nauk Ścisłych (obecnie Uniwersytet Kardynała Stefana Wyszyńskiego) na kierunku fizyka, otrzymując tytuł magistra. W 2002 r. obronił pracę doktorską pt. The Scattering Patterns from Periodic Surfaces (Widma rozpraszania na powierzchniach periodycznych) i uzyskał stopień doktora chemii w Instytucie Chemii Fizycznej PAN. W latach 2002–2005 odbył staż podoktorski na Wydziale Chemii Uniwersytetu Harvarda w grupie badawczej profesora George’a Whitesides’a. W 2007 r. w IChF PAN uzyskał stopień doktora habilitowanego na podstawie pracy pt. Emulsje w układach mikroprzepływowych. W 2014 r. otrzymał tytuł profesora.
Jest kierownikiem grupy badawczej „Mikroprzepływy i płyny złożone” w IChF PAN. Jego prace dotyczą zautomatyzowanych technik mikroprzepływowych wykorzystywanych w badaniach chemicznych, biochemicznych i mikrobiologicznych. W 2011 r. uzyskał grant Europejskiej Rady ds. Badań Naukowych (ERC Starting Grant) pt. „Zautomatyzowane urządzenia mikroprzepływowe: platforma technologiczna dla wysokoprzepustowych badań w chemii i biotechnologii”.
Na początku 2020 r. był współautorem 135 publikacji w czasopismach międzynarodowych, cytowanych ponad 7 tys. razy; jego wskaźnik Hirscha wynosił 41.

## Nagrody, wyróżnienia, odznaczenia
- Stypendium Ministra Nauki i Szkolnictwa Wyższego dla wybitnych młodych naukowców[3]
- Nagroda Polskiej Akademii Nauk im. Włodzimierza Kołosa[9]
- Nagroda Prezesa Rady Ministrów za najlepszą pracę doktorską[3]
- Nagroda Prezesa Rady Ministrów za najlepszą pracę habilitacyjną[3][10]
- Medal Młodego Uczonego (2011) przyznawany przez Politechnikę Warszawską[11]
- Medal im. Prof. Kazimierza Bartla (2018) przyznawany przez Fundację im. Prof. Kazimierza Bartla[12]

## Działalność pozanaukowa
Piotr Garstecki prowadzi grupę spółek Scope Fluidics. Od 2017 r. Scope Fluidics S.A. jest spółką notowaną na rynku NewConnect Giełdy Papierów Wartościowych w Warszawie. W sierpniu 2022 roku Scope Fluidics sprzedał 100 procent udziałów w Curiosity Diagnostics koncernowi Bio-Rad Laboratories Inc. za 100 mln dolarów oraz dodatkowo 70 mln dolarów w ramach realizacji celów określonych w umowie. W 2023 r. Scope Fluidics S.A. przeniosło się na Główny Rynek Giełdy Papierów Wartościowych w Warszawie (GPW).